# De Laak (Eindhoven)
De Laak is een wijk in het stadsdeel Tongelre in de Nederlandse stad Eindhoven. De wijk ligt ten oosten van het Centrum, binnen de ringweg en wordt aan de zuidkant gescheiden van Oud-Stratum door het Eindhovens Kanaal en aan de noordkant is de spoorlijn Eindhoven-Helmond de grens. Op 1 januari 2023 telde de wijk 5.685 inwoners, verdeeld over 2.814 woningen, met een gemiddelde WOZ-waarde van € 430.000, op een oppervlakte van 1,05 km². 
De wijk bestaat uit de volgende buurten:
- Villapark
- Lakerlopen

De Laak is vernoemd naar de villa die Anton Philips in 1907 liet bouwen, aan de Parklaan. Philips noemde zijn villa naar het stroompje dat door het gebied liep, De Laak. In die tijd was het een open gebied tussen de oude dorpskern van Tongelre en Eindhoven. Na Philips volgden meerdere villa's van fabrikanten. Later werd de buurt uitgebreid met bouwprojecten voor de hogere Philipsmedewerkers. Zo is de wijk Villapark ontstaan. Aan de andere kant van de Tongelresestraat ligt de buurt Lakerlopen, een sociaal woningcomplex, ontworpen door Louis Kooken, en tevens een van de acht impulsbuurten van Eindhoven.

## Fotogalerij

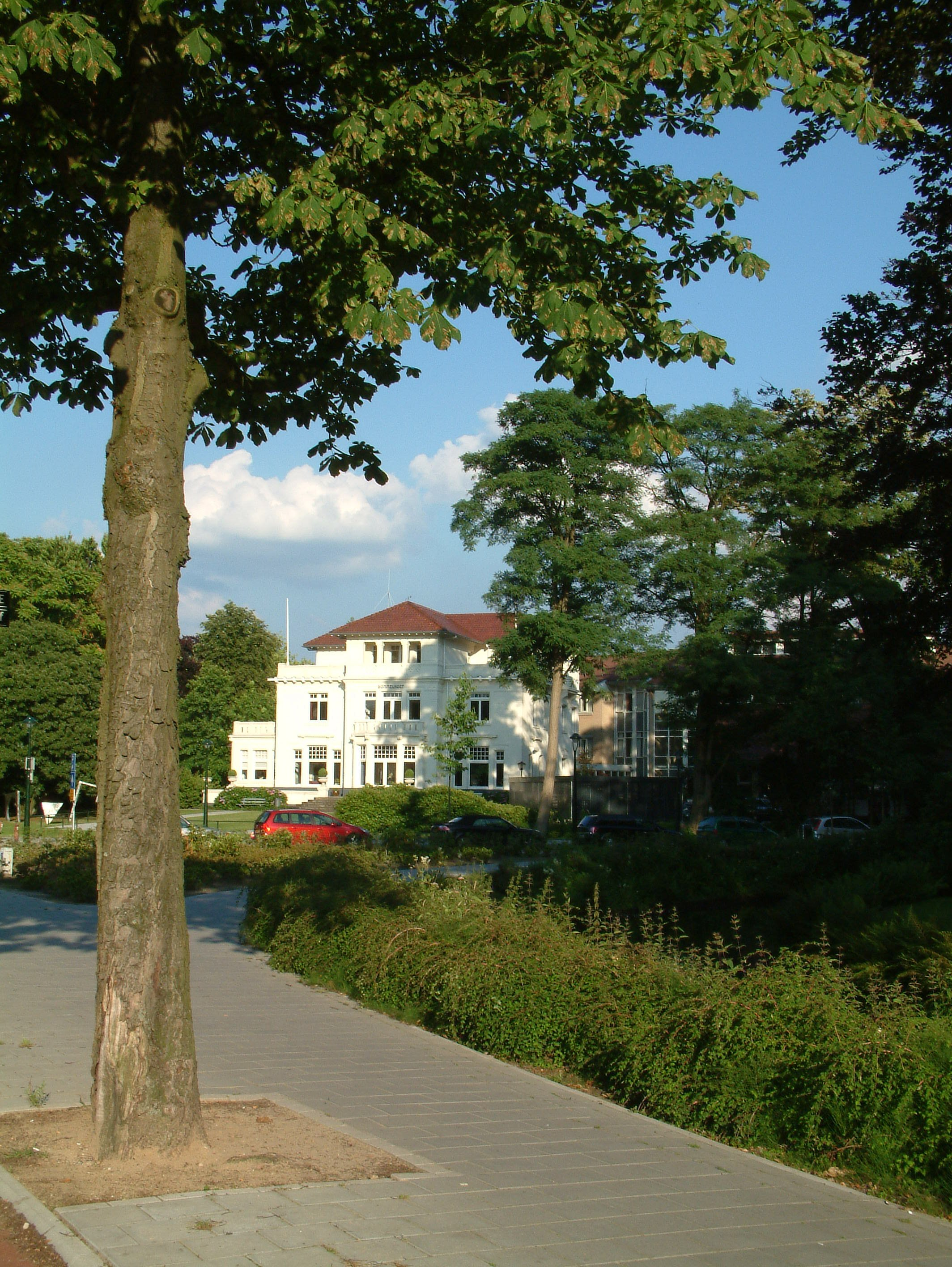
De Dommelhoef, rijksmonument in Villapark
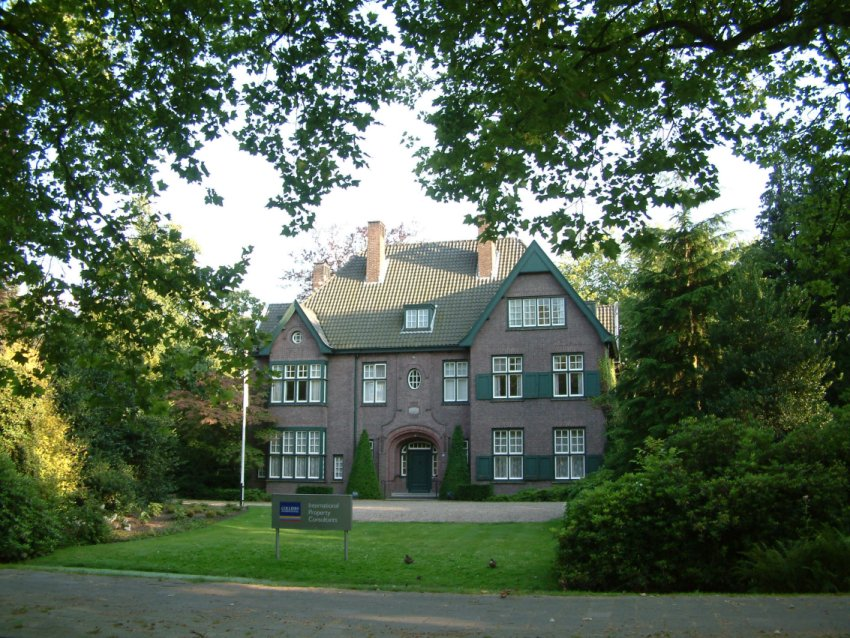
Villapark
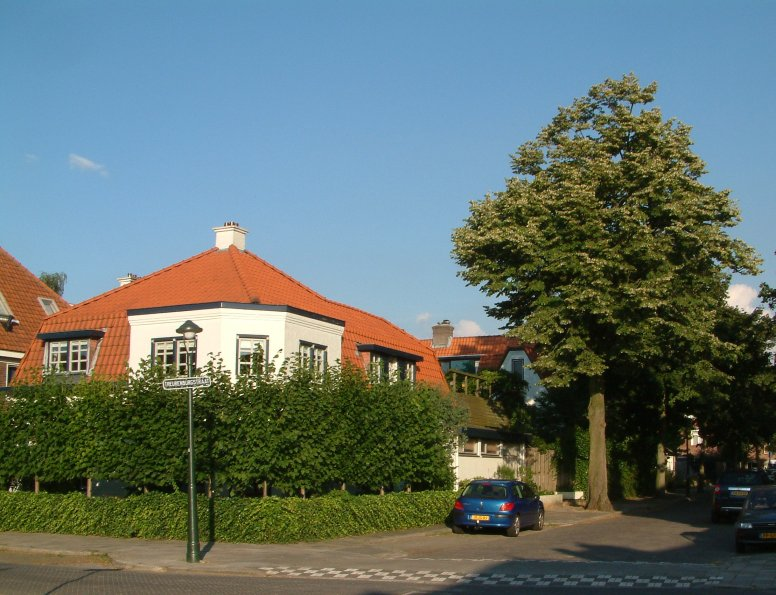
Villapark
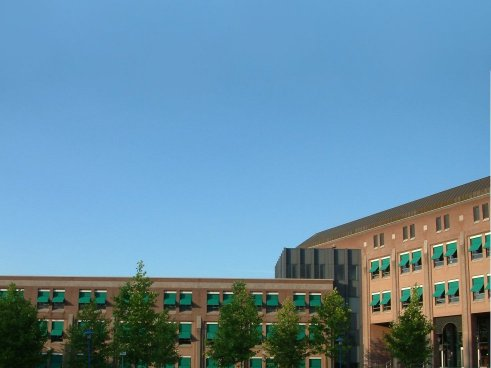
Hoofdkantoor NRE
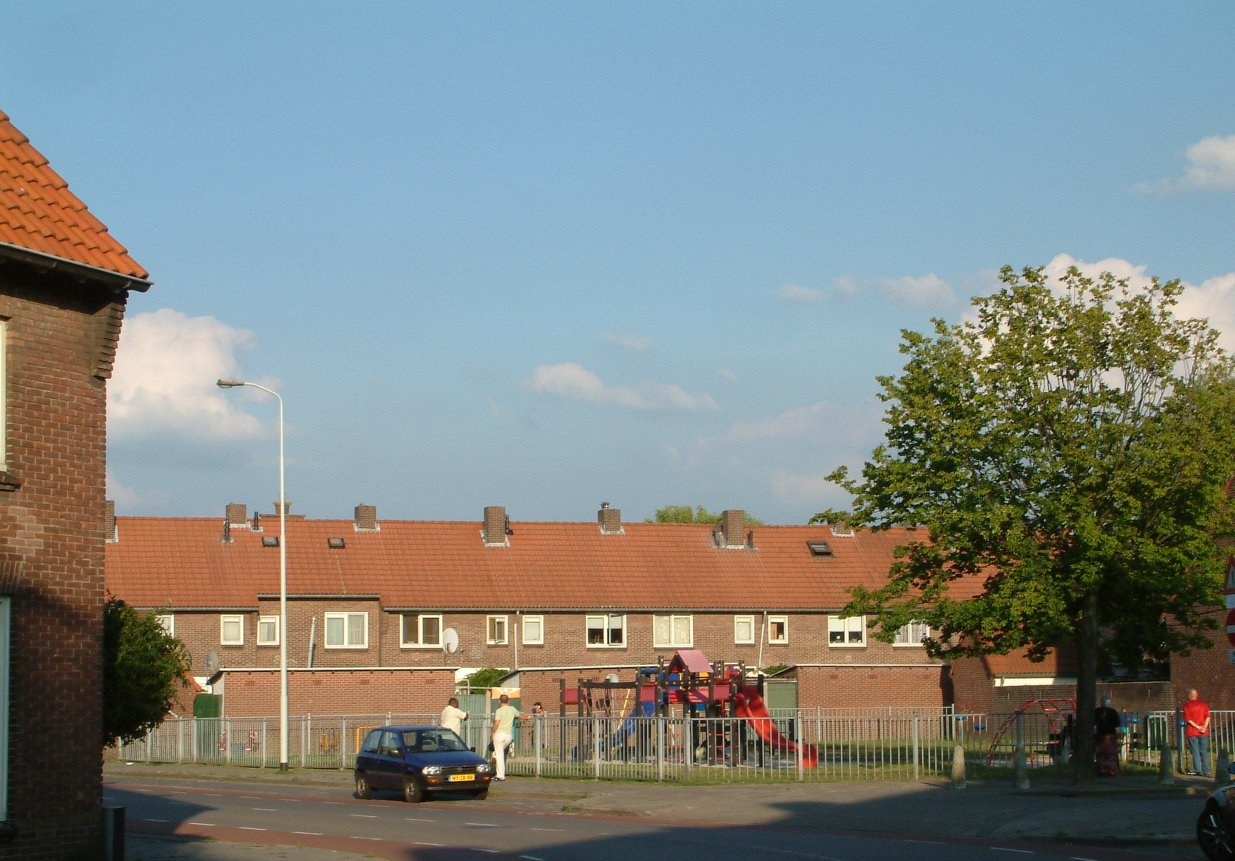
Lakerlopen
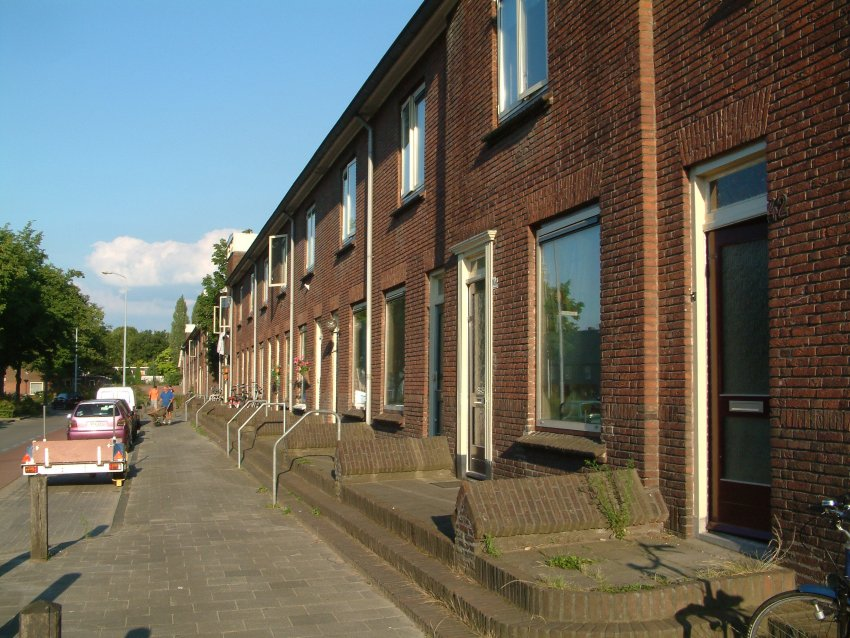
Lakerlopen
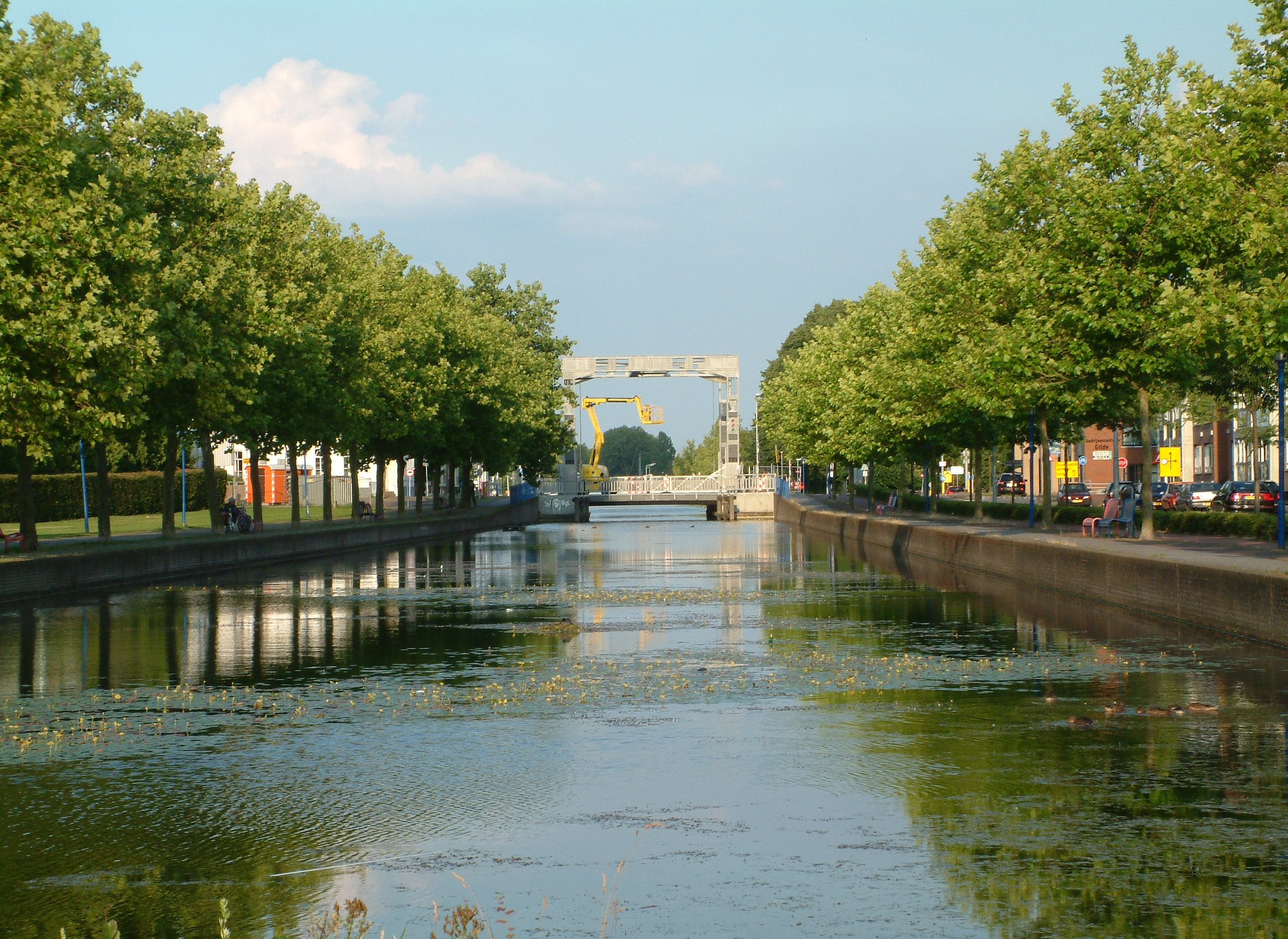
Eindhovens kanaal met Hefbrug, grens tussen De Laak en Oud-Stratum